# Amolita roseola
Amolita roseola är en fjärilsart som beskrevs av Smith 1903. Amolita roseola ingår i släktet Amolita och familjen nattflyn. Inga underarter finns listade i Catalogue of Life.